# Arrondissement Beaune
Beaune is een arrondissement van het Franse departement Côte-d'Or in de regio Bourgogne-Franche-Comté. De onderprefectuur is Beaune.

## Kantons
Het arrondissement was tot 2014 samengesteld uit de volgende kantons:
- kanton Arnay-le-Duc
- kanton Beaune-Nord
- kanton Beaune-Sud
- kanton Bligny-sur-Ouche
- kanton Liernais
- kanton Nolay
- kanton Nuits-Saint-Georges
- kanton Pouilly-en-Auxois
- kanton Saint-Jean-de-Losne
- kanton Seurre

Na de herindeling van de kantons bij decreet van 18 februari 2014, met uitwerking op 22 maart 2015, zijn dat : 
- kanton Arnay-le-Duc
- kanton Beaune
- kanton Brazey-en-Plaine
- kanton Ladoix-Serrigny
- kanton Nuits-Saint-Georges ( deel 25/34 )